# سيزار فيلازكيز
سيزار فيلازكيز (بالإسبانية: César Velázquez) هو مدرب كرة قدم ولاعب كرة قدم باراغواياني في مركز حراسة المرمى، ولد في 16 سبتمبر 1972 في أسونسيون في باراغواي. شارك مع منتخب باراغواي الأولمبي لكرة القدم. أما مع النوادي، فقد لعب مع أتلتيكو جونيور وأرجنتينوس جونيورز وأرسنال ساراندي وإنديبندينتي وديبورتيفو كالي وديفينسوريس دي بيلغرانو وسيرو بورتينيو وكيلمس ونادي باتشوكا ونويفا شيكاجو ويونيون إسبانيولا.

## وصلات خارجية
- سيزار فيلازكيز على موقع قاعدة بيانات كرة القدم.إي يو (الإنجليزية)
- سيزار فيلازكيز على موقع ناشيونال فوتبول تيمز (الإنجليزية)
- سيزار فيلازكيز على موقع عالم كرة القدم.نت (الإنجليزية)
- سيزار فيلازكيز على موقع أوليمبيديا (الإنجليزية)